# Alvania novarensis
Alvania novarensis is een slakkensoort uit de familie van de Rissoidae. De wetenschappelijke naam van de soort is voor het eerst geldig gepubliceerd in 1867 door Frauenfeld.